# Théoule-sur-Mer
Théoule-sur-Mer là một xã ở tỉnh Alpes-Maritimes, vùng Provence-Alpes-Côte d’Azur ở đông nam nước Pháp.